# Eriksen
Eriksen ist ein ursprünglich patronymisch gebildeter dänischer und norwegischer Familienname mit der Bedeutung „Sohn des Erik“.

## Namensträger
- Aage Eriksen (1917–1998), norwegischer Ringer
- Alfred Eriksen (1918–1991), norwegischer Fechter
- André Eriksen (* 1975), norwegischer Schauspieler
- Andreas Bjelland Eriksen (* 1992), norwegischer Politiker
- Andreas Eriksen (* 1994), färöischer Fußballspieler
- Ann-Cathrin Eriksen (* 1971), norwegische Handballspielerin
- Beate Eriksen (* 1960), norwegische Schauspielerin und Regisseurin
- Birger Eriksen (1875–1958), norwegischer Offizier
- Bjarne Eriksen (1886–1976), norwegischer Fechter
- Christian Eriksen (* 1992), dänischer Fußballspieler
- David Eriksen (1919–1995), norwegischer Bandyspieler
- Edel Hætta Eriksen (1921–2023), norwegisch-samische Pädagogin und Kulturpolitikerin
- Edvard Eriksen (1876–1959), dänischer Bildhauer
- Einar Eriksen (1880–1965), norwegischer Ruderer
- Erich Eriksen (1882–1961), deutscher Regisseur
- Erik Eriksen (1902–1972), dänischer Politiker
- Endre Lund Eriksen (* 1977), norwegischer Schriftsteller
- Hanne Eriksen (* 1960), dänische Ruderin
- Harald Eriksen (1881–1968), norwegischer Turner
- Inger Eline Eriksen Fjellgren (* 1987), norwegisch-samische Politikerin
- Ingvald Eriksen (1884–1961), dänischer Turner
- Ivar Eriksen (* 1942), norwegischer Eisschnellläufer
- Jarl Eriksen (* 1964), norwegischer Eishockeyspieler
- Jenny Axisa Eriksen (* 2005), norwegisch-maltesische Skilangläuferin
- Jens Eriksen (* 1969), dänischer Badmintonspieler
- Jens Juul Eriksen (1926–2004), dänischer Radrennfahrer
- Johannes Eriksen (1889–1963), dänischer Ringer
- John Eriksen (1957–2002), dänischer Fußballspieler
- Josefine Tomine Eriksen (* 2000), norwegische Leichtathletin
- Kaj-Erik Eriksen (* 1979), kanadisch-US-amerikanischer Schauspieler
- Kim Eriksen (* 1964), dänischer Radrennfahrer
- Lars Erik Eriksen (* 1954), norwegischer Skilangläufer
- Leif Eriksen (1918–2012), norwegischer Bandyspieler
- Linn Eriksen (* 1994), norwegische Skilangläuferin
- Lotte Eriksen (* 1987), norwegische Squashspielerin
- Marius Eriksen (Turner) (1886–1950), norwegischer Turner
- Marius Eriksen (Skirennläufer) (1922–2009), norwegischer Pilot, Skirennläufer und Schauspieler
- Nils Eriksen (1911–1975), norwegischer Fußballspieler
- Odd Eriksen (1955–2023), norwegischer Politiker
- Peter Eriksen (1893–1968), dänischer Ringer
- Sander Vossan Eriksen (* 2000), norwegischer Skispringer
- Stein Eriksen (1927–2015), norwegischer Skifahrer
- Stig-Are Eriksen (* 1970), norwegischer Biathlet
- Thomas Eriksen (* 1983), norwegischer Musiker
- Thomas Bruun Eriksen (* 1979), dänischer Radsportler
- Thomas Hylland Eriksen (1962–2024), norwegischer Sozialanthropologe und Hochschullehrer
- Tim Eriksen (* 1966), US-amerikanischer Musiker und Musikwissenschaftler
- Torun Eriksen (* 1977), norwegische Jazzsängerin